# Tributação ideal da renda de capital
A tributação ideal da renda de capital é uma subárea da teoria da tributação ideal que estuda a concepção dos impostos sobre o rendimento do capital de forma a otimizar um determinado critério econômico, como a utilidade.
Alguns teorizaram que o imposto ideal da renda de capital é zero. Partindo da conceitualização do rendimento do capital como consumo futuro, a tributação da renda de capital corresponde a um imposto diferenciado sobre o consumo presente e futuro. Consequentemente, um imposto de renda de capital resulta numa distorção do comportamento de poupança e consumo dos indivíduos, uma vez que estes substituem o consumo futuro, mais fortemente tributado, pelo consumo atual. Devido a estas distorções, a tributação zero do rendimento do capital pode ser ideal, um resultado postulado pelo teorema de Atkinson–Stiglitz (1976) e pelo resultado do imposto zero sobre o rendimento do capital de Chamley-Judd (1985/1986).
Os trabalhos subsequentes sobre a tributação ideal do rendimento do capital elucidaram os pressupostos subjacentes à otimização teórica de um imposto sobre o rendimento do capital nulo. Além disso, foram avançados diversos argumentos a favor de um imposto ideal positivo sobre a renda de capital.

## Tributação zero ideal do rendimento do capital
A afirmação de que uma tributação zero da renda de capital pode ser ideal baseia-se em duas intuições econômicas individuais: (1) o teorema de Atkinson–Stiglitz e (2) o resultado obtido por Chamley (1986) e Judd (1985) com base num modelo dinâmico de Ramsey. Embora Mankiw, Weinzierl e Yagan (2009) invoquem o teorema da eficiência produtiva de Diamond–Mirrlees (DMPET) como terceira intuição para a não tributação do rendimento do capital, os seus argumentos são contestados por Diamond e Saez (2011).

### Teorema de Atkinson–Stiglitz (1976)
O teorema de Atkinson–Stiglitz afirma que, se existirem impostos não lineares sobre os rendimentos como instrumento político, a tributação diferencial do consumo no primeiro e no segundo períodos não é ideal se todos os consumidores tiverem preferências fracamente separáveis entre consumo e trabalho. Além disso, os consumidores precisam ter funções de subutilidade homogêneas de consumo. Quando aplicado à tributação da renda de capital, o teorema de Atkinson–Stiglitz defende que, uma vez que o consumo presente e futuro são igualmente complementares do lazer devido a preferências fracamente separáveis (e, por conseguinte, não existe um motivo de Corlett–Hague para a tributação do rendimento do capital), os impostos sobre o rendimento do capital não atenuam as distorções fiscais causadas pela tributação do rendimento do trabalho, distorcendo simultaneamente o rendimento do capital. Assim, a tributação do rendimento do capital, ou seja, a tributação diferenciada do consumo, é mais onerosa (e, por conseguinte, menos ideal) do que a tributação pura e não linear do rendimento do trabalho.

### O resultado do imposto sobre o rendimento do capital zero de Chamley–Judd
O resultado do imposto da renda de capital zero de Chamley–Judd - desenvolvido em Chamley (1986) e Judd (1985) - afirma que, num modelo dinâmico de Ramsey com agentes de vida infinita, um imposto assimptoticamente zero sobre o rendimento do capital é ideal. O resultado baseia-se na intuição de que o crescimento da diferença fiscal entre o consumo atual e o consumo futuro está relacionado com o crescimento do horizonte temporal. A fim de evitar um crescimento ilimitado da composição dos impostos à medida que o horizonte se prolonga, a alíquota média ideal de imposto sobre o capital aproxima-se de zero. O resultado também pode ser interpretado em termos de Corlett–Hague: À medida que o horizonte cresce até ao infinito, tanto o consumo presente como o consumo futuro tornam-se igualmente complementares do lazer, uma vez que as suas elasticidades se tornam constantes; uma vez que, de acordo com a regra de Corlett–Hague, a tributação dos bens deve depender da sua complementaridade em relação ao lazer, o consumo presente e o consumo futuro devem ser tributados a taxas de imposto iguais. Embora Chamley (1986) e Judd (1985) se baseiem nas propriedades de estado estacionário do consumo e do trabalho constantes e, consequentemente, também numa elasticidade constante do consumo para argumentar que o consumo atual e futuro são igualmente complementares do lazer, Judd (1999) mostra que um estado estacionário é uma condição suficiente, mas não necessária, para o resultado do imposto sobre o rendimento do capital nulo.
Embora as críticas ao modelo de Chamley–Judd variem, um tema central ataca o seu pressuposto crítico em relação a vidas infinitas, que também pode ser interpretado como ligações dinásticas. Este pressuposto tem sido notavelmente desafiado tanto pelas críticas gerais feitas pela economia comportamental contra o modelo padrão de tomada de decisão intertemporal utilizado no modelo de Chamley–Judd como pelas análises empíricas dos legados, que não suportam o modelo rigoroso de dinastia exigido pelo modelo de Chamley–Judd.
Um estudo de 2020 publicado na American Economic Review concluiu que a conclusão do modelo de Chamley–Judd de que o capital não deve ser tributado a longo prazo "não decorre dos próprios modelos utilizados para o derivar".

## Tributação não nula da renda de capital ideal
Na literatura que apoia a tributação da renda de capital, é possível encontrar vários argumentos relacionados a preocupações com eficiência e equidade, incluindo (1) motivos de Corlett–Hague, (2) aumentos na desigualdade de consumo ao longo do ciclo de vida, (3) preferências heterogêneas, (4) correlação entre retornos de poupança e capacidade, (5) mercados de seguro incompletos ou imperfeitos, (6) restrições de empréstimo ou liquidez, (7) distorções de capital humano, (8) rendas econômicas e (9) evitar arbitragem entre a renda de capital e a tributação da renda do trabalho.

### Evitar a arbitragem fiscal entre as rendas do capital e do trabalho
Para um governo, pode ser difícil distinguir entre as rendas do capital e do trabalho. Essa deficiência se torna crítica quando os indivíduos mudam da renda do trabalho para a renda do capital a fim de tirar proveito dos diferenciais tributários, conforme evidenciado na Finlândia por Pirttilä e Selin (2011) e nos Estados Unidos por Gordon e MacKie–Mason (1995) e, mais recentemente, Gordon e Slemrod (2000). A dificuldade em distinguir a renda do trabalho da renda do capital pode ser o motivo mais importante para a relutância dos governos em se envolverem na isenção total de impostos sobre a renda do capital. Especificamente, Christiansen e Tuomala (2008) constataram um imposto ideal positivo sobre a renda do capital devido à presença da capacidade de transferir a renda, enquanto Reis (2007) demonstrou que o resultado de Chamley–Judd não se sustenta quando a autoridade fiscal não consegue distinguir efetivamente a renda do trabalho empresarial e a renda do capital.

### Restrições de empréstimo/liquidez
Tanto o teorema de Atkinson–Stiglitz quanto o modelo de Ramsay usados para derivar o resultado do imposto de renda de capital zero de Chamley–Judd pressupõem mercados de capital perfeitos. Na prática, porém, os indivíduos geralmente têm restrições de empréstimos, ou seja, não podem poupar. Ao tributar a renda do capital e transferi-la para os indivíduos com restrições de empréstimos, a imperfeição do mercado de capitais – as restrições de liquidez – é aliviada ao custo de distorcer a poupança. De forma equivalente, a tributação da poupança pode reduzir o subsídio implícito sobre a poupança criado pelas restrições de empréstimos e, assim, restaurar a eficiência da poupança. Além disso, Aiyagari (1995) e Chamley (2001) demonstram que a tributação da renda do capital é desejável quando o consumo está positivamente correlacionado com a poupança em um modelo que apresenta agentes com restrições de empréstimos, com vidas infinitas e incerteza.

### Correlação entre o retorno sobre a poupança e a capacidade
De acordo com o segundo teorema da economia do bem-estar, qualquer alocação com eficiência de Pareto pode ser obtida por meio da redistribuição apropriada das dotações, que, no contexto da tributação ideal, refere-se à tributação da capacidade de ganhos dos indivíduos. Se - ao contrário do que se supõe no modelo – os retornos sobre a poupança não forem iguais para todos, mas estiverem positivamente correlacionados com a capacidade, a renda dr capital contém novas informações sobre a capacidade de um indivíduo e deve ser tributada por motivos redistributivos.

### Formação de capital humano
Conforme demonstrado por Judd (1999), um imposto de renda sobre o capital zero não é mais neutro em relação aos investimentos em capital humano se esses consistirem parcialmente em custos que não podem ser deduzidos da alíquota do imposto sobre retornos futuros da poupança. Então, a redução das distorções do imposto de renda sobre os investimentos em capital humano fornece um motivo para que a tributação da renda sobre o capital seja ideal. Ao aumentar o preço relativo do consumo futuro e provocar a substituição da poupança financeira pela humana, os impostos sobre o capital atuam como um subsídio implícito para investimentos em capital humano ao custo de criar uma distorção no serviço financeiro.

### Preferências heterogêneas
O imposto sobre o capital ideal zero se baseia na suposição de homogeneidade de preferências. Tanto Mirrlees (1976) quanto Saez (2002) argumentam que as pessoas de alta habilidade podem ter taxas de poupança mais altas devido a preferências diferentes. Se esse for o caso, o imposto sobre a renda do capital é ideal para a redistribuição de renda, pois o nível de poupança individual revela informações sobre a capacidade dos indivíduos, facilitando, assim, a redistribuição de renda de indivíduos de alta habilidade para indivíduos de baixa habilidade. Esse argumento é confirmado empiricamente por pesquisas sobre a correlação entre a disposição dos indivíduos e a capacidade de ganhos.

### Créditos de investimento
Conforme argumentado por Abel, se o investimento for totalmente dedutível, o imposto sobre o capital não terá nenhum impacto adverso sobre o investimento e não causará distorções, e, sob premissas restritivas, todo o imposto deverá recair sobre o capital e nenhum sobre o trabalho. Como a renda do capital está concentrada entre as pessoas de alta renda, se a função de bem-estar social for avessa à desigualdade, então o imposto sobre o capital ideal pode ser arbitrariamente próximo de 100%, pois o aumento da alíquota do imposto sobre o capital reduz a desigualdade, mas não impõe nenhuma perda de peso morto; Isso contrasta com a suposição padrão na pesquisa de imposto sobre o trabalho ideal, na qual a desigualdade pode ser reduzida pelo aumento da progressão do sistema tributário, mas ao custo de impor uma perda de peso morto por meio de uma redução distorcida na oferta de trabalho – portanto, para qualquer nível determinado de desigualdade de renda pós-imposto e de transferência, a redução da progressão do sistema tributário sobre o trabalho e o aumento da alíquota do imposto sobre o capital no contexto da depreciação instantânea podem levar a ganhos de bem-estar. Entretanto, se houver efeitos de renda relativa ou se o grau de aversão à desigualdade for suficientemente alto, o imposto marginal ideal sobre a mão de obra ainda será positivo.

## A relação com a Mirrlees Review
Apps, Patricia F. e Rees, Ray (2012) argumentam contra a direção da reforma tributária recomendada pela Mirrlees Review, afirmando que a direção apropriada para a reforma tributária é no sentido de uma tributação mais progressiva dos rendimentos do trabalho e da renda do capital, embora não necessariamente sob a mesma escala de taxas.